# Otto Gerhard Oexle

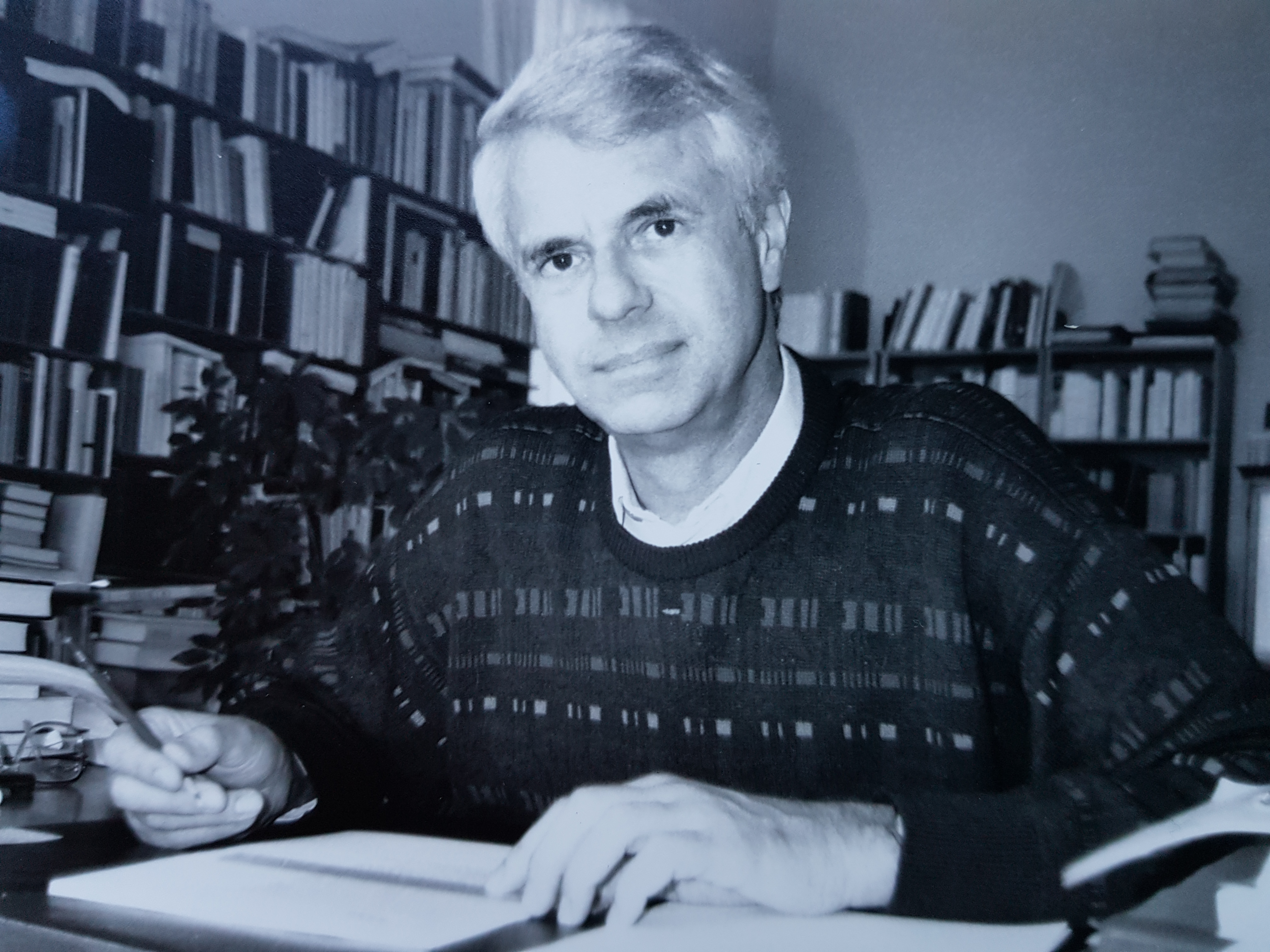
Otto Gerhard Oexle, undatierte Aufnahme

Otto Gerhard Oexle (* 28. August 1939 in Singen am Hohentwiel; † 16. Mai 2016) war ein deutscher Historiker.
Als ordentlicher Professor für Geschichte des Mittelalters lehrte Oexle von 1980 bis 1987 an der Universität Hannover. Von 1987 bis 2004 war er Direktor am Max-Planck-Institut für Geschichte in Göttingen. Oexle zählte zu den international führenden Mittelalterhistorikern seiner Zeit. Schwerpunktmäßig arbeitete er zur Sozialgeschichte und zur Theorie und Geschichte des eigenen Faches. Große Anerkennung erwarb sich Oexle in der Zusammenarbeit zwischen der deutschen und der französischen Mittelalterforschung sowie nach der Wende von 1989 auch mit der russischen und polnischen Mediävistik.

## Leben
Der Sohn des Rektors Otto Oexle und seiner Frau Else, geborene Ehinger, legte 1958 das Abitur in seiner Geburtsstadt Singen ab. Er studierte von 1958 bis 1965 Französisch, Deutsch und Geschichte an den Universitäten Freiburg i. Br., Poitiers (Frankreich) und Köln. Seine wichtigsten akademischen Lehrer waren Gerd Tellenbach und Karl Schmid. In Freiburg wurde er 1965 bei Tellenbach promoviert über die Karolinger und die Stadt des heiligen Arnulf (ursprünglicher Titel: Karolingeranalogien aus Metz). In seiner Dissertation schildert er die Geschichte der Metzer Kirche im 8. und 9. Jahrhundert, die, wie bei keiner anderen Kirche des Frankenreiches, durch „Perioden beispielloser Auszeichnung“ seitens der Karolingerherrscher „gefolgt von ungewöhnlichen Rückschlägen“ geprägt war.
Von 1965 bis 1973 war er als wissenschaftlicher Assistent an der Universität Münster tätig. Dabei konzentrierten sich seine Arbeiten auf die Welfen und ihre Hausüberlieferung. Im Rahmen des 1968 in Münster gegründeten Sonderforschungsbereichs 7 und des dort von Karl Schmid geleiteten Projekts „Personen und Gemeinschaften“ erforschte Oexle die Klostergemeinschaft von Fulda und ihre Anfänge bis in das 11. Jahrhundert. Der Schwerpunkt der Arbeit bildete die Analyse und Edition der Überlieferung der Fuldaer Totenannalen. Im Jahr 1973 erfolgte in Münster seine Habilitation mit einer Arbeit über monastische und geistliche Gemeinschaften im westfränkischen Bereich während des 8. und 9. Jahrhunderts. Im Jahr 1975 wurde er Wissenschaftlicher Rat und Professor an der Universität Münster. Im selben Jahr war er Gastprofessor an der Universität Tel Aviv. Im Jahre 1980 erhielt er eine Professur an der Universität Hannover. Seit Mitte der 1980er Jahre befasste er sich eingehend mit epistemologischen Fragen der Geschichte und dem Historismus. 
Von 1987 bis zu seiner Emeritierung 2004 war er als Nachfolger von Josef Fleckenstein Direktor und Wissenschaftliches Mitglied am Max-Planck-Institut für Geschichte in Göttingen. Als Direktor der Abteilung Mittelalterforschung führte Oexle die Langzeitunternehmen Germania Sacra und die Pfalzenforschung fort. Oexle setzte den Schwerpunkt im Unterschied zu Fleckenstein jedoch nicht mehr auf die Erforschung der mittelalterlichen Stände und der höfischen Kultur, sondern auf das Projekt „Soziale Gruppen in der Gesellschaft des Mittelalters“. Dabei ging es um die Formen der Gruppenbildung im Mittelalter, die auf Konsens und Vertrag basierten, und die Art der Bindung von Individuen in Gruppen. Unter Oexle wurde die Zusammenarbeit des Instituts mit ausländischen Forschern und Forschungseinrichtungen weiter ausgebaut. Als Honorarprofessor für Mittlere und Neuere Geschichte lehrte Oexle an der Universität Göttingen. Als akademischer Lehrer betreute er in Münster zwei, in Hannover drei und in Göttingen sechs Dissertationen. Akademische Schüler waren Wilfried Reininghaus, Reinhard Laube, Hans-Jürgen Derda und Andrea Germer. Es bildete sich jedoch keine akademische Schule  im Sinne eines Kreises von Schülern mit einem gemeinsamen Forschungsgebiet. In dem Projekt „Soziale Gruppen in der Gesellschaft des Mittelalters“ am Max-Planck-Institut entstanden mit den Arbeiten von Bernhard Jussen und Andrea von Hülsen-Esch zwei Habilitationen. Nach der Schließung des Max-Planck-Instituts 2006 lebte er in Berlin.

## Forschungsschwerpunkte
Eines seiner Arbeitsgebiete waren die sozialen Gruppen in der mittelalterlichen Gesellschaft. Nach Oexle  müssen vier Bedingungen erfüllt werden, um von einer Gruppe zu sprechen. Eine Gruppe verfügt über „Regeln und Normen“, eine „Abgrenzung nach außen“, „eine innere Organisiertheit“ und schließlich über „die relative Dauer und Kontinuität in der Zeit“. Intensiv hat sich Oexle mit den Gilden befasst. Oexle führte den von Karl Schmid. begründeten personengeschichtlichen Ansatz fort. Schmid hatte 1957 nach der „Struktur des mittelalterlichen Adels in Familien, Geschlechtern und Häusern“ gefragt. Mit diesem Ansatz konnten Struktur und Herrschaftsbildung des Adels besser erfasst werden. Neben der adligen Existenz und Herrschaft (Abstammung, Ämter und Besitz) wurde fortan auch das adlige Selbstverständnis untersucht. Dabei wurden die Konzentration der Herrschaft auf einen namensgebenden Stammsitz, die Verschriftlichung der Hausüberlieferung, die Stiftung eines Hausklosters mit Grablege und die Memoria stärker als bislang berücksichtigt. Dies führte zu neuen Einsichten beim sächsischen Herzog Heinrich dem Löwen. Die Macht- und Territorialpolitik trat zurück und der Herzog erschien nun als wichtiger Teil einer weitgespannten adligen Abstammungs- und Gedenkgemeinschaft. Im Frühjahr 1995 organisierte Oexle mit Johannes Fried über Heinrich dem Löwen die erste Tagung in der vierzigjährigen Geschichte des Konstanzer Arbeitskreises für mittelalterliche Geschichte für eine Person ohne Königswürde. Der Tagungsband wurde 2003 veröffentlicht. Im Datierungsstreit um das Evangeliar Heinrichs des Löwen vertraten Oexle und Fried unterschiedliche Standpunkte.
Außerdem erforschte Oexle die Denkformen und Mentalitäten in der mittelalterlichen Gesellschaft, vor allem die Deutungen ständischer Gesellschaften. Oexle untersuchte einzelne Stände und Schichten der Gesellschaft. Für den Konstanzer Arbeitskreis organisierte Oexle im Frühjahr 1998 auf der Insel Reichenau eine Tagung über das Thema Armut im Mittelalter. Die Mediävistik hatte bis zu diesem Zeitpunkt der Thematik „Armut und Arme“ im Unterschied zu den Führungsgruppen der Gesellschaft wenig Aufmerksamkeit gewidmet. Der Tagungsband konnte 2005 erscheinen.
Oexle forschte über die Memoria unter besonderer Berücksichtigung von Liturgie, Geschichtsschreibung sowie der Ausdrucksformen in Malerei, Skulptur und Architektur. Vor allem die zahlreichen Arbeiten von Oexle haben die Memorialforschung mit neuen Gedanken und Impulsen vorangetrieben. Im Jahre 1993 wurde am Max-Planck-Institut für Geschichte eine Tagung über die Memoria als Kultur abgehalten. Im ausführlichen Einleitungsaufsatz befasste sich Oexle mit dem Wandel der Memoria von der Antike bis in das 19. Jahrhundert. Memoria hat Oexle als ein „totales soziales Phänomen“ verstanden, „in dem sich Religion, Politik, Wirtschaft, Kunst, Repräsentation wechselseitig durchdringen – und wechselseitig erhellen“.
Oexle widmete sich auch der Wissenschaftsgeschichte. In seinen Arbeiten behandelte er bedeutende Historiker des 19. und frühen 20. Jahrhunderts (Otto von Gierke, Georg von Below, Marc Bloch, Otto Brunner) sowie der Gegenwart (Georges Duby, Jacques Le Goff). Oexle leitete auf dem Frankfurter Historikertag 1998 mit Winfried Schulze die Sektion „Deutsche Historiker im Nationalsozialismus“. Die Sektion erregte großes Aufsehen in der Fachwelt, da erstmals im großen Zusammenhang die Verstrickungen der deutschen Historiker in das „Dritte Reich“ diskutiert wurden.
Ein weiterer Arbeitsschwerpunkt war die Problematik des Verhältnisses von Mittelalter und Moderne. Oexle prägte den Begriff „entzweites Mittelalter“. Das Denken der Menschen über das Mittelalter habe sich in zweierlei Weise vergegenwärtigt: „in einer positiven und einer negativen Auffassung, in einer positiven und einer negativen Besetzung dieses Begriffs, in Abstoßung und Aneignung, in Verurteilung und Identifikation zugleich. Beide Auffassungen stehen in einem kontradiktorischen Gegensatz zueinander; sie schließen sich gewissermaßen wechselseitig aus und beziehen sich doch zugleich unausgesetzt aufeinander“. In den Jahren 2002 und 2003 veranstaltete er mit Michail A. Bojcov deutsch-russische Kolloquien in Göttingen und Moskau über die Bilder der Macht in Mittelalter und Neuzeit. Dabei ging es um die Funktion gedachter und realer Bilder bei der Repräsentation der Macht.

## Ehrungen und Mitgliedschaften
Für seine Forschungen wurden Oexle zahlreiche Ehrungen und Mitgliedschaften zugesprochen. Oexle war seit 1989 Mitglied des Konstanzer Arbeitskreises für mittelalterliche Geschichte und wurde 1990 ordentliches Mitglied der Akademie der Wissenschaften zu Göttingen. Oexle wurde 1985 ordentliches Mitglied der Braunschweigischen Wissenschaftlichen Gesellschaft und war seit 1989 korrespondierendes Mitglied. Im Jahr 1996 wurde er Corresponding Fellow der Royal Historical Society in London. Im Jahre 1998 wurde er Mitglied der Historischen Kommission bei der Bayerischen Akademie der Wissenschaften. Oexle wurde 1999 Ehrenmitglied der Russian Association of Medievalists and Early Modern Historians. Ihm wurde die Ehrendoktorwürde der Universität Paris 1 Panthéon-Sorbonne (2001) und der Nikolaus-Kopernikus-Universität Toruń (2003) verliehen. Er war von 1987 bis 2004 Mitglied in der Vereinigung für Verfassungsgeschichte und von 1999 bis 2005 Mitglied der Zentraldirektion Monumenta Germaniae Historica. Oexle wurde 1999 Ehrenmitglied der Russian Association of Medievalists and Early Modern Historians in Moskau.

## Schriften (Auswahl)
Ein Schriftenverzeichnis erschien in Otto Gerhard Oexle: Die Wirklichkeit und das Wissen. Mittelalterforschung – Historische Kulturwissenschaft – Geschichte und Theorie der historischen Erkenntnis. Herausgegeben von Andrea von Hülsen-Esch, Bernhard Jussen, Frank Rexroth. Vandenhoeck & Ruprecht, Göttingen 2011, ISBN 978-3-525-30021-3, S. 1023–1050. Bis Ende 2016 sind noch 22 weitere Schriften erschienen. Ein vollständiges Schriftenverzeichnis wurde abgedruckt in: Thomas Schilp, Caroline Horch: Memoria – Erinnerungskultur – Historismus. Zum Gedenken an Otto Gerhard Oexle (28. August 1939 – 16. Mai 2016) (= Memoria and remembrance practices. Bd. 2). Brepols, Turnhout 2019, ISBN 978-2-503-58438-6, S. 331–366. 
Monografien
- Die Wirklichkeit und das Wissen. Mittelalterforschung – Historische Kulturwissenschaft – Geschichte und Theorie der historischen Erkenntnis. Hrsg. von Andrea von Hülsen-Esch, Bernhard Jussen und Frank Rexroth. Vandenhoeck & Ruprecht, Göttingen 2011, ISBN 978-3-525-30021-3.
- Das Menschenbild der Historiker. Rhema, Münster 2002, ISBN 3-930454-36-X.
- Geschichtswissenschaft im Zeichen des Historismus. Studien zu Problemgeschichten der Moderne (= Kritische Studien zur Geschichtswissenschaft. Bd. 116). Vandenhoeck & Ruprecht, Göttingen 1996, ISBN 3-525-35779-6 (Digitalisat).
  - In französischer Sprache: L’historisme en débat. De Nietzsche à Kantorowicz. Aubier, Paris 2001, ISBN 2-7007-2313-9.
- Die funktionale Dreiteilung der „Gesellschaft“ bei Adalbero von Laon. Deutungsschemata der sozialen Wirklichkeit im früheren Mittelalter. In: Frühmittelalterliche Studien. Bd. 12, 1978, S. 1–54, doi:10.1515/9783110242119.1, (In italienischer Sprache: Paradigmi del sociale. Adalberone di Laon e la società tripartita del Medioevo (= Immagini del Medioevo. Bd. 1). Carlone, Salerno 2000, ISBN 88-86854-11-0).

Herausgeberschaften
- Krise des Historismus – Krise der Wirklichkeit. Wissenschaft, Kunst und Literatur 1880–1932 (= Veröffentlichungen des Max-Planck-Instituts für Geschichte. Bd. 228). Vandenhoeck & Ruprecht, Göttingen 2007, ISBN 978-3-525-35810-8.
- mit Michail A. Bojcov: Bilder der Macht in Mittelalter und Neuzeit. Byzanz – Okzident – Rußland (= Veröffentlichungen des Max-Planck-Instituts für Geschichte. Bd. 226). Vandenhoeck & Ruprecht, Göttingen 2007, ISBN 978-3-525-35878-8.
- Erinnern – Bewahren – Erinnerung fruchtbar machen. Zum Gedenken an Josef Fleckenstein. Vandenhoeck & Ruprecht, Göttingen 2007, ISBN 978-3-525-35808-5.
- Armut im Mittelalter. Thorbecke, Ostfildern 2004, ISBN 3-7995-6658-9.
- gemeinsam mit Hartmut Lehmann: Nationalsozialismus in den Kulturwissenschaften. 2 Bde. Vandenhoeck & Ruprecht, Göttingen 2004;
  - Bd. 1: Fächer, Milieus, Karrieren (= Veröffentlichungen des Max-Planck-Instituts für Geschichte. Bd. 200). Vandenhoeck & Ruprecht, Göttingen 2004, ISBN 3-525-35198-4.
  - Bd. 2: Leitbegriffe – Deutungsmuster – Paradigmenkämpfe. Erfahrungen und Transformationen im Exil (= Veröffentlichungen des Max-Planck-Instituts für Geschichte. Bd. 211). Vandenhoeck & Ruprecht, Göttingen 2004, ISBN 3-525-35862-8.
- mit Johannes Fried: Heinrich der Löwe. Herrschaft und Repräsentation (= Vorträge und Forschungen. Bd. 57). Thorbecke, Ostfildern 2003, ISBN 3-7995-6657-0 (Digitalisat).
- Das Problem der Problemgeschichte. 1880–1932 (= Göttinger Gespräche zur Geschichtswissenschaft. Bd. 12). Wallstein-Verlag, Göttingen 2001, ISBN 3-89244-437-4.
- mit Andrea von Hülsen-Esch: Die Repräsentation der Gruppen. Texte – Bilder – Objekte (= Veröffentlichungen des Max-Planck-Instituts für Geschichte. Bd. 141). Vandenhoeck und Ruprecht, Göttingen 1998, ISBN 3-525-35456-8.
- mit Dieter Geuenich: Memoria in der Gesellschaft des Mittelalters (= Veröffentlichungen des Max-Planck-Instituts für Geschichte. Bd. 111). Vandenhoeck & Ruprecht, Göttingen 1994, ISBN 3-525-35648-X.